# Stegeman Coliseum
Das Stegeman Coliseum (früher: University of Georgia Coliseum) ist eine Mehrzweckhalle in Athens im US-Bundesstaat Georgia.
Das 1964 eröffnete Stegeman Coliseum ist die Heimspielstätte der Basketball- und Turnmannschaften der University of Georgia und ersetzte die 1923 erbaute Woodruf Hall. Im Rahmen der Olympischen Sommerspiele 1996 in Atlanta fanden in der Halle Wettkämpfe in der Rhythmischen Sportgymnastik und im Kunstturnen sowie Spiele im Volleyball statt. Des Weiteren war die Halle Austragungsort der NCAA-Turnmeisterschaften in den Jahren 1989, 1995 und 2008. Neben den Sportveranstaltung fanden im Stegeman Coliseum bereits einige Konzerte statt.
Am 2. März 1996 erhielt die Halle ihren heutigen Namen, der in Anlehnung an Herman Stegeman, einen langjährigen Basketballtrainer der University of Georgia, ausgewählt wurde.